# 쿠투조프 작전
쿠투조프 작전(러시아어: Орловская стратегическая наступательная операция «Кутузов»)은 쿠르스크 전투 중이던 1943년 7월 12일 소련군이 중앙러시아 고지 일대에서 독일 중부 집단군에 맞서서 전개한 두 개의 반격작전 중 하나이다. 작전명은 1812년 러시아 원정 당시 나폴레옹으로부터 러시아 제국을 구한 미하일 쿠투조프에서 따왔다. 약 한 달 간의 작전 끝에 1943년 8월 18일 소련군은 오룔을 점령하는데 성공했다.